# Antenne à fentes

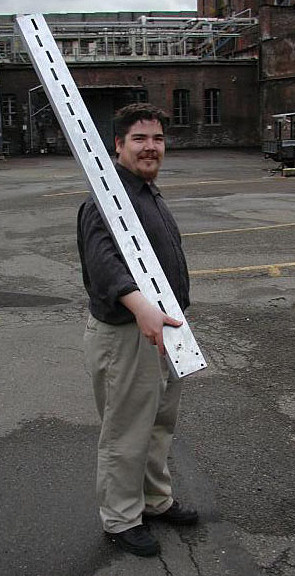
Antenne à fentes pour onde de 2,4 GHz.

L’antenne à fentes se caractérise par son développement vertical ou horizontal en forme de cornière, ou de guide d'ondes, avec des fentes de dimensions et d'emplacements particuliers qui sont fonction de la fréquence.

## Principe

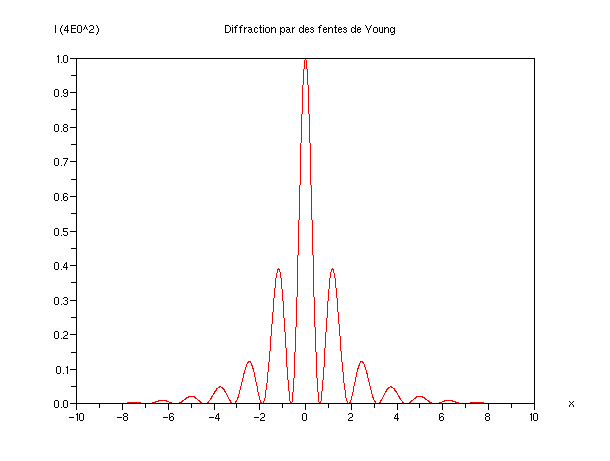
Simulation d'un profil d'intensité avec fentes de Young

L'onde est émise directement par les fentes du guide d'ondes et forme un patron d'interférences selon le principe des fentes de Young avec un fort gain dans la direction perpendiculaire à sa longueur, si l'espacement des ouvertures est un multiple de la longueur d'onde utilisée. On obtient donc une antenne directionnelle dont le patron d'émission est moins précis qu'une antenne parabolique mais très peu coûteuse et robuste.

## Télécommunications
L'antenne à fentes est utilisée pour réaliser des antennes sectorielles de télécommunication, c'est-à-dire possédant un gain significatif sur un angle d'ouverture assez grand. Trois, voire quatre, antennes à fentes réunies avec un coupleur d'antennes permettent de couvrir une zone 360°. Ces antennes sont utilisées notamment pour le Wi-Fi, le radioamateurisme.

## Radar
Une autre utilisation est pour des radars micro-onde de surveillance maritime et aéroportuaire. Une antenne à fentes du type qu'on voit dans l'image en haut à droite n'a pas de réflecteur mais génère un faisceau dont on peut augmenter la résolution en utilisant une lentille à micro-onde.  Une telle antenne placée horizontalement va repérer des navires sur mer ou des véhicules sur terre mais elle n'a cependant aucune résolution dans la verticale et ne peut donc servir pour un balayage en trois dimensions. On les fait donc pivoter horizontalement sur un mât afin de sonder sur 360 degrés.
Ces antennes remplacent avantageusement les antennes faites de sections de paraboles qui étaient utilisées antérieurement. Elles sont beaucoup moins coûteuses que des antennes paraboliques complètes, avec cornet d'émission au foyer.

## Trains
On utilise également ce type d'antennes sur certains trains de banlieue pour déterminer la position précise des wagons par rapport au quai afin de positionner les portes au bon endroit lors de l'arrêt.